# 霍諾硬頭魚
霍諾硬頭魚，為輻鰭魚綱銀漢魚目銀漢魚科的其中一種，分布於澳洲半鹹水及海域，體長可達7公分，為熱帶魚類，棲息在沿岸淺水域，生活習性不明。